# BSIM

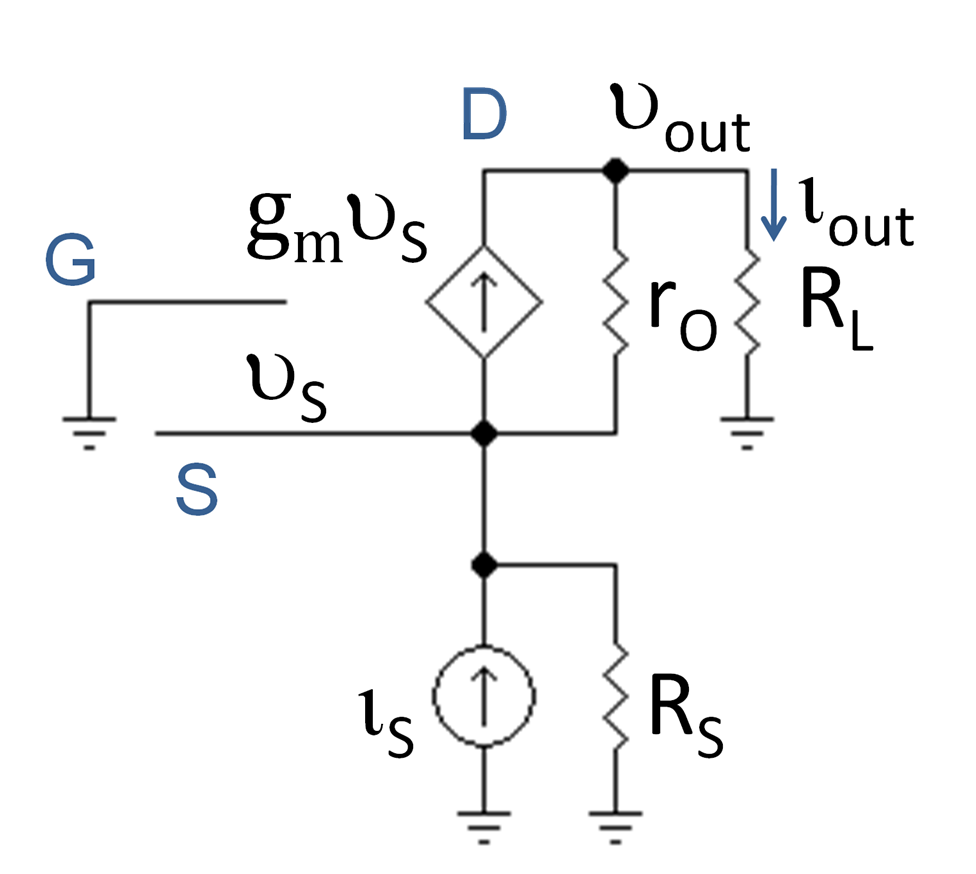
Model híbrid pi d'un transistor MOSFET

BSIM (Berkeley Short-channel IGFET Model) fa referència a una família de models de transistors MOSFET per al disseny de circuits integrats. També fa referència al grup BSIM situat al Departament d'Enginyeria Elèctrica i Ciències de la Computació (EECS) de la Universitat de Califòrnia, Berkeley, que desenvolupa aquests models. Es necessiten models de transistors precisos per a la simulació de circuits electrònics, que al seu torn són necessaris per al disseny de circuits integrats. A mesura que els dispositius es fan més petits cada generació de procés (vegeu la llei de Moore), es necessiten nous models per reflectir amb precisió el comportament del transistor.
Els simuladors analògics comercials i industrials (com ara SPICE) han afegit molts altres models de dispositius a mesura que la tecnologia avançava i els models anteriors es feien inexactes. Per intentar l'estandardització d'aquests models de manera que un conjunt de paràmetres de model es pugui utilitzar en diferents simuladors, es va formar un grup de treball de la indústria, la Compact Model Coalition, per triar, mantenir i promoure l'ús de models estàndard. Els models BSIM, desenvolupats a la UC Berkeley, són un d'aquests estàndards. Altres models recolzats pel consell són PSP, HICUM i MEXTRAM Arxivat 2014-12-28 a Wayback Machine.

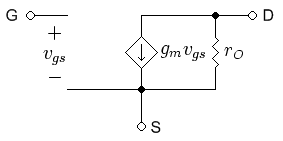
Model de petit senyal.

Els models de transistors desenvolupats i mantinguts actualment per UC Berkeley són:
- BSIM-CMG (Common Multi-Gate),[6]
- BSIM-IMG (Independent Multi-Gate),[7] l'únic model publicat sense codi font (la publicació del qual està prevista per al 13 de juliol de 2021)
- BSIM-SOI (silici sobre aïllant),[8]
- BSIM-BULK,[9] abans BSIM6,
- BSIM4,[10] utilitzat per a 0,13 μm a 20 nm nodes,
- BSIM3,[11] un predecessor de BSIM4.